# Logroño (Ecuador)
Logroño è una parrocchia urbana dell'Ecuador, capoluogo dell'omonimo cantone, nella provincia di Morona-Santiago.